# Club Atlético General Lamadrid
El Club Atlético General Lamadrid és un club de futbol argentí de la ciutat de Buenos Aires, al barri de Villa Devoto.
El 21 de març de 2009, en un partit enfront Sportivo Barracas, 18 jugadors del Lamadrid van ser expulsats després d'una violenta baralla.
La temporada 2010-11 guanyà la Primera C Metropolitana i ascendí a Primera B Metropolitana.

## Palmarès
- Primera C (1): 2010-11
- Primera D (1): 1977